# Uno Donner
Uno Donner, född 5 december 1872 i Helsingfors, död 23 juni 1958 i Arlesheim, var en finländsk industriman och antroposof.
Donner blev diplomingenjör 1898. Samma år grundade han Helsingfors spinneri Ab, vars verkställande direktör han var till 1903, då bolaget uppgick i De Förenade Yllefabrikerna Ab. Han ägde Bastviks ångsåg i Esbo 1903–1908 och drev senare sågrörelse i eget namn. Han var vidare styrelseordförande och -medlem i ett flertal storföretag och ägde 1927–1945 Gerknäs gård i Lojo.
Före första världskriget stiftade Donner bekantskap med Rudolf Steiners antroposofiska idéer och grundade 1923 Antroposofiska sällskapet i Finland samt var dess mångårige ordförande. Han var även amatörmålare och idkade en omfattande välgörenhet; han grundade testamentariskt Donnerska institutet för religionshistorisk och kulturhistorisk forskning vid Åbo Akademi.
Uno Donner var gift med författaren Olly Donner (1881–1956).